# 潘廷逢
潘廷逢（越南语：／，1847年6月6日—1896年1月21日），字珠峰，越南阮朝兩圻經略大使，著名军事家、儒學學者。越南勤王運動義軍首領之一。

## 家世
潘廷逢生於乂安省德壽府羅山縣越安總安仝社東泰村（今河靜省德壽縣松影社）的一個書香門第裡。其祖先自後黎朝開始便在朝廷裡擔任官職。父親潘廷選為紹治四年副榜，三弟潘廷運為嗣德二十一年副榜，長兄潘廷述則考中舉人。

## 生平
嗣德二十九年（1876年），潘廷逢考中舉人。次年（1877年），他參加會試中格，在庭試中考中三甲同進士出身，是該科第一名庭元。嗣德帝治下潘廷逢迅速晉升，並因他的正直上和對腐敗不妥協的姿態而出名。潘廷逢擔任御史期間，曾多次上書批評官吏甚至皇帝，調查並撤除了許多無能和腐敗的官員。
1883年，嗣德帝駕崩，遺詔立阮福膺禛（育德帝）為嗣，由阮文祥、尊室說、陳踐誠擔任輔政大臣。不久，阮文祥、尊室說便廢黜育德帝，改立阮福洪佚（協和帝）為新君。沒有官員敢於抗命，唯獨御史潘廷逢反對，被關入監獄，隨後革職，放逐回家鄉。
1885年，兵部尚書尊室說以咸宜帝的名義發佈《勤王詔》，號召越南人起兵反抗法國的殖民統治，拉開了勤王運動的序幕。潘廷逢在家鄉舉兵響應，被咸宜帝封為協督軍務大臣。不久法國人另立同慶帝為傀儡君主，咸宜帝退往山中繼續抵抗。1888年，咸宜帝被張光玉出賣，遭法國逮捕，被放逐到阿爾及利亞，運動宣告結束。
勤王運動失敗後，潘廷逢逃到香溪縣（今屬河靜省），開闢屯田，圖謀東山再起。他派人去中國和暹羅學習鑄造槍支彈藥的方法。1893年，潘廷逢在香溪再次發動反對法國殖民統治的起義。他率軍突襲了出賣咸宜帝的張光玉並斬首。他的起義受到越南人的響應，勢力越來越壯大。法國殖民政府多次鎮壓，都未能成功。潘廷逢和他的副將高勝在叢林中展開游擊戰，並發展間諜網、基地和小武器工廠。根據法國人戈塞林上尉（Gosselin）在《安南帝國》（L'Empire d'Annam）一書中的描述，潘廷逢是一個有軍事才能的將領，他使用西式方法訓練部下，全軍都裝備了自行製造的西洋式槍支。不過由於槍筒上沒有來福線，故而射程不遠。
殖民政府無法鎮壓起義軍，令其同鄉黃高啟寫信勸降，遭到拒絕。殖民政府便派人挖掘了他的祖墳，將潘廷逢父親的骸骨投入江中；又拘捕了他的親屬，威脅說若不投降便將其家屬殺害。但潘廷逢仍拒絕屈服。
殖民政府任命平定總督阮紳為欽命節制軍務，領兵圍剿。起義軍副將高勝在1893年末一次戰鬥中被殺害。長達十年的鬥爭最終使潘廷逢的實力耗盡，他在被法國人包圍時死去。其死因，法國殖民政府方面聲稱潘廷逢死於痢疾，但後來的越共學者卻聲稱潘廷逢是英勇戰死的。
潘廷逢臨終前作詩一首：
|  | 戎場奉命十更冬，武略依然未奏功。 窮戶嗷天難宅雁，匪徒遍地尚屯蜂。 九重車駕關山外，四海人民水火中。 責望愈隆憂愈重，將門深自愧英雄。 |

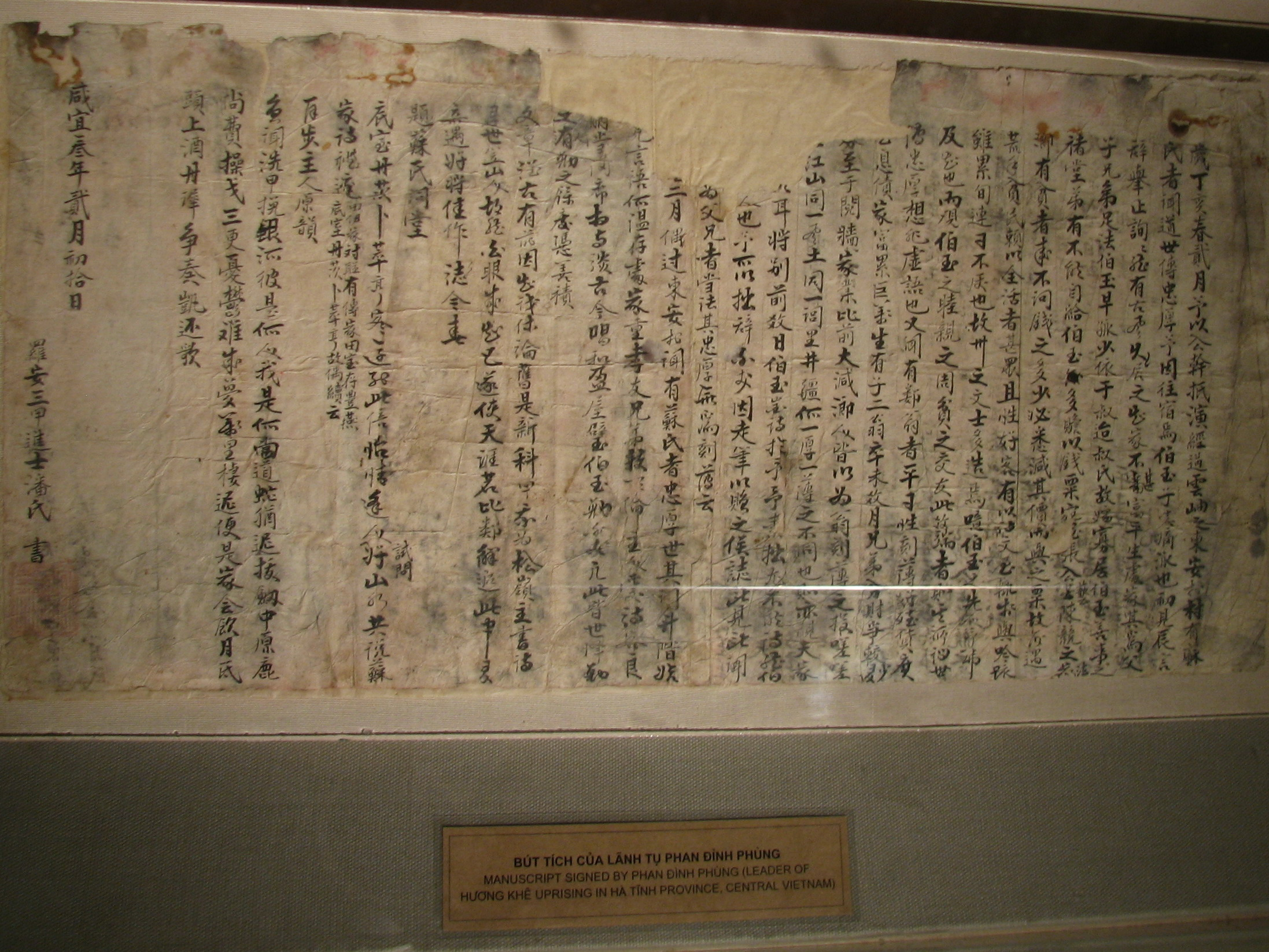
潘廷逢的筆跡

潘廷逢死後，起義軍群龍無首，起義宣告失敗。吳廷可奉命掘開了潘廷逢的墳墓，棺面有咸宜帝敕賜的兩圻經略大使平西大帥之印，遂將其遺體用火燒毀，將其挫骨揚灰。

## 評價
潘佩珠和胡志明都對潘廷逢甚為尊崇，稱讚他是越南的一位民族英雄。不論北越還是南越都對他評價很高。今日越南有不少街道以他的名字命名。